# Cyttaria hariotii
Espèce
Cyttaria hariotii est une espèce de champignons parasites de la classe des ascomycètes et aussi l'espèce de Cyttaria la plus commune. Appelé Llao-llao par les Amérindiens[Lesquels ?], ceux-ci utilisaient la fermentation des fruits pour produire de l'alcool.
Les baies sont plus petites, plus molles, plus proches des unes des autres et plus brillantes que le Cyttaria darwinii dont la couleur est jaune très pâle.

## Notes et références

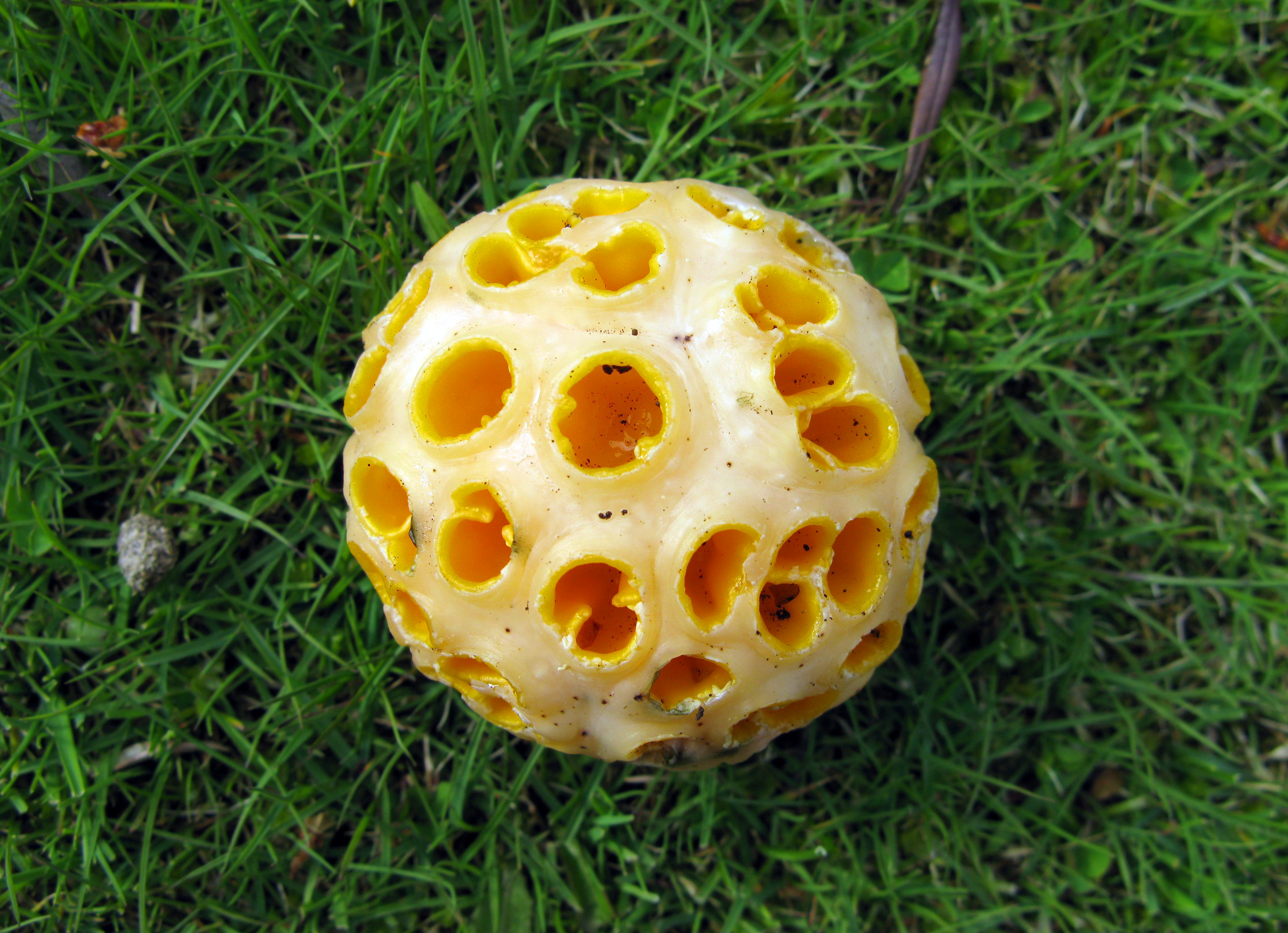
sporocarpe de Cyttaria hariotii